# 皮萨廖夫卡农村居民点
皮萨廖夫卡农村居民点（俄语：Писарёвское сельское поселение）是俄罗斯联邦伏尔加格勒州弗罗洛沃区所属的一个农村居民点。其下辖有2个居民点，行政中心为皮萨廖夫卡。据2016年统计，该农村居民点的人口为621人。